# Masakra w Ad-Dawajima
Masakra w Ad-Dawajima – wydarzenie z 29 października 1948, podczas którego doszło do zabójstwa ludności cywilnej przez Siły Obronne Izraela (IDF) w palestyńsko-arabskiej wsi Ad-Dawajima, położonej na zachód od Hebronu. Masakra miała miejsce w trakcie I wojny izraelsko-arabskiej, bezpośrednio po zajęciu miejscowości przez 8 Brygadę Pancerną IDF w ramach operacji Jo’aw.

## Przebieg masakry
Ad-Dawajima liczyła około 6 000 mieszkańców, z czego 4 000 stanowili uchodźcy z innych rejonów. Wywiad Hagany uznawał wieś za „przyjazną” wobec społeczności żydowskiej.
W dniu 28 października do wsi wkroczył bez walki 89 Batalion z 8 Brygady Pancernej. Pomimo to izraelscy żołnierze dopuścili się masakry cywili, zabijając około 100 osób, w tym kobiety i dzieci. Następnie wysadzono wszystkie domy.
Według relacji miejscowych, wojsko izraelskie nie ogłosiło wezwania do poddania się ani nie napotkało oporu zbrojnego. Oddziały IDF rozpoczęły ostrzał w trakcie otaczania wsi, strzelając bez rozróżnienia celów przez około godzinę. Część mieszkańców zginęła na miejscu, inni schronili się w meczecie i pobliskiej jaskini, gdzie później odnaleziono dziesiątki ciał. W wyniku wydarzeń uznano za zaginione 455 osób, w tym kobiety i dzieci.
Według historyka Michaela Palumbo, jednostki uczestniczące w ataku składały się m.in. z byłych członków Irgunu i Gangu Sterna – organizacji uznawanych za terrorystyczne.

## Liczba ofiar
Według relacji świadków i raportów organizacji międzynarodowych liczba ofiar masakry jest sporna. Historyk Benny Morris szacuje ją na kilkaset osób, a także przytacza wyniki dochodzenia IDF, które wykazało, że zginęło około 100 mieszkańców wsi. Cytował również relację członka partii Mapam, opartą na wywiadzie z izraelskim żołnierzem, według którego zabito od 80 do 100 mężczyzn, kobiet i dzieci.
Brytyjski generał John Bagot Glubb, dowódca Legionu Arabskiego Jordanii, powołując się na raport ONZ, podał liczbę 30 zabitych kobiet i dzieci. Delegacja Arab Refugee Congress zarzuciła jednak Legionowi Arabskiemu celowe umniejszanie skali wydarzeń, twierdząc, że masakra była poważniejsza niż znana masakra w Dajr Jasin. Mukhtar wsi, Hassan Mahmoud Ihdeib, złożył przysięgę, w której oszacował liczbę ofiar na 145 osób.
Palestyński historyk Saleh Abdel Jawad ocenił całkowitą liczbę ofiar na „między 100 a 200”.

## Reakcje
Dawid Ben Gurion na wieść o masakrze, w dniu 14 listopada nakazał przeprowadzenie dochodzenia, jednak jego wyniki są tajne. Wcześniej, bo już w dniu 7 listopada, teren wioski Ad-Dawajima odwiedzili międzynarodowi obserwatorzy UNTSO. Zastali oni „kilka zniszczonych domów i jednego trupa, ale nie było żadnych innych fizycznych dowodów masakry”. Obserwatorzy zebrali jednak relacje o masakrze od uchodźców ze wsi. Dowódca izraelskiego wywiadu, Isser Be’eri, który prowadził niezależne dochodzenie, stwierdził, że we wsi Ad-Dawajima doszło do masakry 80 osób. Do niewoli wzięto kolejnych 22 osoby, które stracono później. Be’eri zalecił ściganie osób winnych zbrodni wojennej, ale pomimo to nikt nie został osądzony i skazany.